# Костиков, Фёдор Михайлович
Фёдор Миха́йлович Ко́стиков (23 февраля 1920; село Сергиевское Крапивенского уезда Тульской губернии — 25 октября 1995, Москва) — Герой Советского Союза (1946), подполковник (1956), военный лётчик.

## Биография
Родился 23 февраля 1920 года в селе Сергиевское Крапивенского уезда Тульской губернии. С 1931 года жил в Москве. В 1936 году окончил 8 классов школы, в 1938 году — школу ФЗУ завода № 230. Работал слесарем-механиком на заводе № 6 в Москве. В 1940 году окончил аэроклуб Метростроя.
В армии с января 1941 года. В июле 1941 года окончил Армавирскую военную авиационную школу лётчиков. Служил в строевых частях ВВС (Дальневосточный фронт).
Участник Великой Отечественной войны: в апреле 1943 — мае 1945 — лётчик, старший лётчик и командир звена 43-го истребительного авиационного полка. Воевал на Северо-Кавказском, Южном, 4-м Украинском, 3-м и 1-м Белорусских фронтах. Участвовал в освобождении Кубани, Южной Украины, Крыма и Белоруссии, Висло-Одерской, Восточно-Померанской и Берлинской операциях. За время войны совершил 223 боевых вылета на истребителях Як-7, Як-1 и Як-9, в 69 воздушных боях сбил лично 15 и в составе группы 9 самолётов противника.
За мужество и героизм, проявленные в боях, Указом Президиума Верховного Совета СССР от 15 мая 1946 года старшему лейтенанту Костикову Фёдору Михайловичу присвоено звание Героя Советского Союза с вручением ордена Ленина и медали «Золотая Звезда».
В 1946 году окончил Липецкую высшую офицерскую лётно-тактическую школу ВВС. До 1949 года продолжал службу в строевых частях ВВС (в Группе советских войск в Германии); был заместителем командира авиаэскадрильи и начальником воздушно-стрелковой службы истребительного авиаполка. В 1954 году окончил Военно-воздушную академию (Монино). Был заместителем командира истребительного авиаполка по лётной подготовке, а с 1955 года — заместителем начальника штаба истребительного авиаполка (в Белорусском военном округе).
Затем служил в Управлении 73-й воздушной армии (Туркестанский военный округ): офицером и старшим офицером оперативного отдела штаба (1956—1959), ответственным дежурным по командному пункту (1959—1960). С апреля 1960 года полковник Ф. М. Костиков — в запасе.
Работал начальником отдела кадров на заводе № 5 (1960—1961), инженером в Министерстве связи СССР (1961—1963), на оборонном предприятии (1963—1965) и в Научно-исследовательском институте вакуумной техники (1965—1974), ведущим инженером на Московском заводе электровакуумных приборов (1974—1983).
Жил в Москве. Умер 25 октября 1995 года. Похоронен на Востряковском кладбище в Москве.

## Награды
- Герой Советского Союза (15.05.1946);
- орден Ленина (15.05.1946);
- 2 ордена Красного Знамени (27.03.1944; 15.06.1945);
- 2 ордена Отечественной войны 1-й степени (8.08.1944; 11.03.1985);
- орден Отечественной войны 2-й степени (12.01.1944);
- медали СССР;
- медаль «За Одру, Нису и Балтику» (Польша).

## Память
В Москве на доме, в котором жил Ф. М. Костиков, установлена мемориальная доска.